# Because You Loved Me
Because You Loved Me ist eine Popballade von Céline Dion aus dem Jahr 1996.

## Hintergrund
Die Ballade wurde von Diane Warren für Céline Dions Album Falling into You komponiert und von David Foster produziert. Warren widmete den Song ihrem Vater. Der Titel wurde auch für den US-Film Aus nächster Nähe mit Michelle Pfeiffer und Robert Redford genutzt.

## Auszeichnungen
Der Song wurde 1997 mit einem Grammy für den Besten TV/Filmsong ausgezeichnet sowie für den Oscar für den Besten Filmsong und den Golden Globe in gleicher Kategorie nominiert.

## Kommerzieller Erfolg

### Chartplatzierungen
| ChartsChartplatzierungen       | Höchstplatzierung | Wochen |
| ------------------------------ | ----------------- | ------ |
| Deutschland (GfK)              | 13 (37 Wo.)       | 37     |
| Österreich (Ö3)                | 18 (12 Wo.)       | 12     |
| Schweiz (IFPI)                 | 3 (35 Wo.)        | 35     |
| Vereinigte Staaten (Billboard) | 1 (33 Wo.)        | 33     |
| Vereinigtes Königreich (OCC)   | 5 (16 Wo.)        | 16     |

| ChartsJahrescharts (1996)      | Platzierung |
| ------------------------------ | ----------- |
| Deutschland (GfK)              | 31          |
| Schweiz (IFPI)                 | 20          |
| Vereinigte Staaten (Billboard) | 3           |
| Vereinigtes Königreich (OCC)   | 29          |

### Auszeichnungen für Musikverkäufe
| Land/Region                  | Auszeichnungen für Musikverkäufe (Land/Region, Auszeichnung, Verkäufe) | Verkäufe  |
| ---------------------------- | ---------------------------------------------------------------------- | --------- |
| Australien (ARIA)            | 2× Platin                                                              | 140.000   |
| Dänemark (IFPI)              | Gold                                                                   | 45.000    |
| Deutschland (BVMI)           | Gold                                                                   | 250.000   |
| Kanada (MC)                  | 3× Platin                                                              | 240.000   |
| Neuseeland (RMNZ)            | Platin                                                                 | 10.000    |
| Spanien (Promusicae)         | Gold                                                                   | 30.000    |
| Vereinigte Staaten (RIAA)    | 2× Platin                                                              | 2.000.000 |
| Vereinigtes Königreich (BPI) | Platin                                                                 | 600.000   |
| Insgesamt                    | 3× Gold · 9× Platin ·                                                  | 3.315.000 |

Hauptartikel: Céline Dion/Auszeichnungen für Musikverkäufe

## Coverversionen
- 1997: Milly Quezada (spanischsprachige Version)
- 1998: Johnny Mathis